# 王以修
王以修（1537年—1587年），字敬甫，號懋軒，四川夔州府達州人，民籍，明朝政治人物。

## 生平
由州學生中式四川鄉試第十二名舉人，會試中式第一百八十四名。嘉靖四十四年（1565年）乙丑科第三甲第一百四十七名進士。大理寺观政，本年八月授新建知縣，隆慶二年（1568年）六月升南刑部主事，五年二月升郎中，万历元年（1573年）九月调南兵部，萬曆二年（1574年）二月升任松江府知府。八年正月復除嘉兴府，丁憂歸，十二年五月復除广平府，未任，丁忧归，卒年五十一。

## 家族
曾祖王庚吉，壽官；祖王宗彝，訓導、教谕；父王言中；母唐氏，累封太宜人。重慶下，妻朱氏，繼妻熊氏；兄以第，弟以孚（舉人）；以莊；以充；以寧；以新；以貞；以作。